# Argyrodes binotatus
Argyrodes binotatus là một loài nhện trong họ Theridiidae.
Loài này thuộc chi Argyrodes. Argyrodes binotatus được William Joseph Rainbow miêu tả năm 1915.